# Bezirk Dukla
Bezirk Dukla – dawny powiat (Bezirk) kraju koronnego Królestwo Galicji i Lodomerii, funkcjonujący w latach 1854–1867. Siedzibą starostwa było miasto Dukla.

## Historia
Bezirk Dukla utworzono w ramach reformy uwłaszczeniowej z okresu Wiosny Ludów (1848–1849), która likwidowała jurysdykcję właściciela ziemskiego nad poddanymi. W Galicji, dominium – jako podstawowa jednostka administracyjna i filar systemu feudalnego straciło rację bytu. Konieczne stało się zatem wprowadzenie nowego systemu administracyjnego, którego zręby powstały w latach 1851–1855. Nowy trójstopniowy podział administracyjny objął 21 cyrkułów (niem. Kreise), 179 małych powiatów (niem. Bezirke) i ponad 6000 gmin (niem. Gemeinde). 
Bezirk Dukla objął obszar o wielkości 6,1 mil², zamieszkany był przez 19.925 ludzi i podzielony na 39 gmin katastralnych, w tym jedno miasto (Dukla). Wszedł w skład cyrkułu jasielskiego, jako jeden z jego dziewięciu powiatów. Powiat miał specyficzny kształt przypominający trzewika. Na południu powiat graniczył z Zalitawią. 1 maja 1860 zniesiono cyrkuł jasielski, przez co Bezirk Dukla włączono do cyrkułu sanockiego.
Po nadaniu Galicji autonomii oraz powołaniu samorządu gminnego i powiatowego w 1865 zlikwidowano cyrkuły (Kreise). Dotychczasowe małe powiaty (Bezirke) w liczbie 179, utrzymały się do 1867 roku, kiedy to w następstwie kolejnej reformy administracyjnej (23 stycznia 1867) zostały zastąpione przez 74 większe powiaty. Obszar zniesionego Bezirk Dukla wszedł wtedy w skład nowych powiatów krośnieńskiego i gorlickiego (vide podział w tabeli poniżej). 1 sierpnia 1878 częściowo zmieniono granice powiatu krośnieńskiego, włączając pięć gmin dawnego Bezirk Dukla do powiatu jasielskiego.

## Podział administracyjny (1854)
| Lp. | Gmina jednostkowa          | Powierzchnia | Ludność | Powiat w 1867 po zniesieniu |
| --- | -------------------------- | ------------ | ------- | --------------------------- |
| 1   | Dukla (M)                  | 1090         | 2027    | krośnieński                 |
| 2   | Chyrowa                    | 1627         | 614     | krośnieński                 |
| 3   | Głojsce                    | 1149         | 632     | krośnieński                 |
| 4   | Iwla                       | 1808         | 708     | krośnieński                 |
| 5   | Lipowica                   | 339          | 221     | krośnieński                 |
| 6   | Mszana                     | 2887         | 870     | krośnieński                 |
| 7   | Nadole                     | 289          | 298     | krośnieński                 |
| 8   | Teodorówka                 | 1323         | 717     | krośnieński                 |
| 9   | Trzciana                   | 1492         | 473     | krośnieński                 |
| 10  | Zboiska                    | 209          | 190     | krośnieński                 |
| 11  | Barwinek                   | 2552         | 417     | krośnieński                 |
| 12  | Tylawa                     | 2022         | 732     | krośnieński                 |
| 13  | Zyndranowa                 | 2664         | [ 8 ]   | krośnieński                 |
| 14  | Smereczne                  | 490          | 222     | krośnieński                 |
| 15  | Myscowa                    | 3706         | 1425    | krośnieński                 |
| 16  | Banica                     | 929          | 209     | gorlicki                    |
| 17  | Lipna                      | 1100         | 217     | gorlicki                    |
| 18  | Rostajne                   | 1836         | 442     | krośnieński                 |
| 19  | Nieznajowa                 | 969          | 387     | gorlicki                    |
| 20  | Krywa                      | 500          | [ 10 ]  | gorlicki                    |
| 21  | Wołowiec                   | 2358         | 665     | gorlicki                    |
| 22  | Jasionka                   | 600          | 298     | gorlicki                    |
| 23  | Czarne                     | 1261         | 429     | gorlicki                    |
| 24  | Długie                     | 878          | 255     | gorlicki                    |
| 25  | Żydowskie                  | 2258         | 444     | krośnieński                 |
| 26  | Wyszowadka                 | 1235         | 341     | krośnieński                 |
| 27  | Radocina                   | 1435         | 565     | gorlicki                    |
| 28  | Grab                       | 2684         | 619     | krośnieński                 |
| 29  | Ożenna z Majdanem          | 1492         | 399     | krośnieński                 |
| 30  | Polany                     | 5410         | 1323    | krośnieński                 |
| 31  | Ciechania z Baraniem       | 2323         | 407     | krośnieński                 |
| 32  | Olchowiec                  | 2998         | 459     | krośnieński                 |
| 33  | Ropianka                   | 679          | 146     | krośnieński                 |
| 34  | Wilsznia                   | 1096         | 168     | krośnieński                 |
| 35  | Wietrzno z Wolą Albinowską | 637          | 476     | krośnieński                 |
| 36  | Kobylany                   | 1591         | 658     | krośnieński                 |
| 37  | Sulistrowa                 | 618          | 196     | krośnieński                 |
| 38  | Draganowa                  | 727          | 516     | krośnieński                 |
| 39  | Łęki                       | 1662         | 761     | krośnieński                 |

Objaśnienie:
(M) = miasto; (m) = miasteczko